# Broadview TV
Die Broadview TV GmbH ist ein deutsches Dokumentarfilmproduktionsunternehmen mit Sitz in Köln. Das Unternehmen produziert Dokumentarfilme für Rundfunk- und Kabelnetze in Deutschland und weltweit, u. a. für ZDF, ARD, arte, HBO, A&E, NHK, RTL sowie für nationale und internationale Institutionen wie das Auswärtige Amt und die Europäische Kommission. Die Filme wurden mit einem Emmy Award, dem Deutschen Fernsehpreis, dem Magnolia Award, dem Banff Television Award und zahlreichen anderen Preisen ausgezeichnet.

## Geschichte
Seit der Gründung im Jahre 1999 durch Leopold Hoesch ist Broadview TV in den Bereichen Geschichte, Politik, Kultur, Wissenschaft und Sport für Fernsehsender Kinoverleiher und Media-Plattformen im In- und Ausland tätig. Die Produktionsgesellschaft ist an der Arbeit der ZDF-Zeitgeschichte beteiligt sowie Produzent der ARD-Serie „Deutsche Dynastien“, der Arte-Serie „TOO young TO DIE“ und der 3sat- und ZDFtheaterkanal-Serie „Theaterlandschaften“ mit Esther Schweins. Unter dem Label Broadview Pictures stellt die Filmproduktionsgesellschaft Kinodokumentationen her, zu denen Klitschko, Nowitzki. Der perfekte Wurf, Auf der Jagd – Wem gehört die Natur?, Kroos, Resistance Fighters und Schwarze Adler gehören. Broadview TV entwickelt und dreht auch Informations- und Imagefilme für Unternehmen und Institutionen, zu denen das Auswärtige Amt und die Europäische Union zählen. Geschäftsführer ist Leopold Hoesch. Er vertritt die International Academy of Television Arts & Sciences als Botschafter in Deutschland.
Mit Guido Knopp (ZDF Zeitgeschichte) haben Leopold Hoesch und Sebastian Dehnhardt 2005 den International Emmy Award für die Produktion „Das Drama von Dresden“ gewonnen.

## Dokumentationen
| Jahr | Titel                                                                          | Genre               | Dauer              | Sender                              |
| ---- | ------------------------------------------------------------------------------ | ------------------- | ------------------ | ----------------------------------- |
| 2024 | Beckenbauer – Der Letzte Kaiser                                                | Dokumentarfilm      | 3 x 52'            | MagentaTV                           |
| 2024 | Der wunderbare Udo Kier                                                        | Dokumentarfilm      | 1 x 52'            | WDR, Arte                           |
| 2024 | MOSES – 13 Steps                                                               | Dokumentarfilm      | 1 x 105'           | Kino                                |
| 2024 | Die Unbeugsamen 2 – Guten Morgen, Ihr Schönen!                                 | Dokumentarfilm      | 1 x 104'           | Kino                                |
| 2024 | KLITSCHKO – Der härteste Kampf                                                 | Dokumentarfilm      | 1 x 89'            | ARD                                 |
| 2024 | Dänemarks Königskinder – Aufbruch und Vermächtnis                              | Dokumentarfilm      | 1 x 43'            | ZDF                                 |
| 2024 | Unser Sommermärchen – Die WM 2006                                              | Dokumentarfilm      | 1 x 43'            | WDR                                 |
| 2024 | Fussballwudner: Von Bern bis Berlin                                            | Dokumentarfilm      | 1 x 92'            | MagentaTV                           |
| 2024 | Uma Thurman – Die stille Kämpferin                                             | Dokumentarfilm      | 1 x 52'            | Arte                                |
| 2024 | Joaquin Phoenix – Schauspieler der Extreme                                     | Dokumentarfilm      | 1 x 52'            | Arte                                |
| 2024 | Das letzte Tabu                                                                | Dokumentarfilm      | 1 x 94'            | Prime Video                         |
| 2024 | Kampf um die Welt – Deutschland und die Globalisierung                         | Dokumentarfilm      | 1 x 43'            | ZDF                                 |
| 2023 | Silvia. Schwedens deutsche Königin                                             | Dokumentarfilm      | 1 x 43'            | ZDF                                 |
| 2023 | Mein Mann, der Kronprinz – Die Thronfolger in Norwegen und Dänemark            | Dokumentarfilm      | 1 x 43'            | ZDF                                 |
| 2023 | Mein Vater, der König – Carl Gustaf und Victoria von Schweden                  | Dokumentarfilm      | 1 x 43'            | ZDF                                 |
| 2023 | Die Westfalenhalle - Arena der Sensationen                                     | Dokumentarfilm      | 1 x 45'            | WDR                                 |
| 2023 | Stille Invasion - Chinas Balkan Strategie                                      | Dokumentarfilm      | 1 x 53'            | Arte                                |
| 2023 | König Charles III.                                                             | Dokumentarfilm      | 1 x 43'            | ZDF, Arte                           |
| 2023 | Daniel Brühl - Der Reiz des Bösen                                              | Dokumentarfilm      | 1 x 52'            | Arte                                |
| 2023 | Wie wollen wir lieben?                                                         | Dokumentarfilm      | 3 x 50'            | Arte                                |
| 2023 | Die Atomkraft – Ende einer Ära?                                                | Dokumentarfilm      | 1 x 90'            | ZDF, Arte                           |
| 2023 | Schwedens Krone                                                                | Dokumentarfilm      | 1 x 43'            | ZDF                                 |
| 2022 | Die Kraft der Königin – Schwedens starke Frauen                                | Dokumentarfilm      | 1 x 43'            | ZDF                                 |
| 2022 | Royale Paare – Die neue Generation                                             | Dokumentarfilm      | 1 x 52'            | ZDF, Arte                           |
| 2022 | DER AUSBRUCH – War die Pandemie vermeidbar?                                    | Dokumentarfilm      | 1 x 90'            | ZDF                                 |
| 2022 | UFOs – Die Fakten mit Harald Lesch                                             | Dokumentarfilm      | 1 x 44'            | ZDF                                 |
| 2022 | Winona Ryder – Die Geister, die sie rief                                       | Dokumentarfilm      | 1 x 52'            | ARTE                                |
| 2022 | STILLE PANDEMIE – DER GLOBALE KAMPF GEGEN ANTIBIOTIKA RESISTENZ                | Dokumentarfilm      | 1 x 90'            | ZDF, ARTE                           |
| 2022 | Angela Merkel – Im Lauf der Zeit                                               | Dokumentarfilm      | 1 x 90'            | ARTE, MDR, ARD                      |
| 2021 | Ganz normale Männer – Der „vergessene Holocaust“                               | Dokumentarfilm      | 1 x 45'            | ZDF                                 |
| 2021 | Snoop Dogg - The Doggfather                                                    | Dokumentarfilm      | 1 x 52'            | rbb, ARTE                           |
| 2021 | Entführt im Münsterland                                                        | Dokumentarfilm      | 1 x 45'            | WDR                                 |
| 2021 | Schwarze Adler                                                                 | Dokumentarfilm      | 1 x 100'           | amazon Prime Video, ZDF             |
| 2021 | Prinzgemahle - Im Schatten der Krone                                           | Dokumentarfilm      | 1 x 52'            | Arte, ZDF                           |
| 2021 | Royale Erben – Die Aussteiger                                                  | Dokumentarfilm      | 1 x 45'            | ZDF                                 |
| 2021 | HAUT AN HAUT: Eine kurze Kulturgeschichte der Berührung                        | Dokumentation       | 1 x 52'            | Arte                                |
| 2020 | Die Unbeugsamen                                                                | Kino-Dokumentarfilm | 1 x 99'            |                                     |
| 2020 | „Hallo, Diktator“ – Orbán, die EU und die Rechtsstaatlichkeit                  | Dokumentarfilm      | 1 x 89'            | Arte                                |
| 2020 | Mythos deutscher Wald: Erkundung einer Seelenlandschaft                        | Dokumentation       | 1 x 52'            | Arte                                |
| 2020 | Gerhard Schröder – Schlage die Trommel                                         | Dokumentation       | 1 x 46'            | Arte                                |
| 2020 | Al Pacino – Star wider Willen                                                  | Dokumentation       | 1 x 58'            | 3sat                                |
| 2020 | Deutschlands große Clans: Die Joop-Story                                       | Dokumentation       | 1 × 43'            | ZDF                                 |
| 2019 | Killerkeime – Wenn Antibiotika nicht mehr wirken                               | Dokumentation       | 1 × 43'            | ZDF                                 |
| 2019 | Resistance Fighters: Die Globale Antibiotika Krise                             | Dokumentarfilm      | 1 × 98' \| 1 × 60' |                                     |
| 2019 | Ein Amerikanischer Held: Die Geschichte des Colin Kaepernick                   | Dokumentation       | 1 × 52'            | Arte                                |
| 2019 | Kroos                                                                          | Kino-Dokumentarfilm | 1 × 114'           |                                     |
| 2018 | Deutschlands große Clans – Die Lidl-Story                                      | Dokumentation       | 1 × 45'            | ZDF                                 |
| 2018 | Die Steinkohle                                                                 | Dokumentation       | 2 × 90'            | Arte, ZDF                           |
| 2017 | Auf der Jagd – Wem gehört die Natur?                                           | Dokumentarfilm      | 1 × 100'           |                                     |
| 2016 | Angela Merkel – Die Unerwartete                                                | Dokumentation       | 1 × 90'            | Arte, MDR                           |
| 2016 | Deutschlands große Clans – Die C&A-Story                                       | Dokumentation       | 1 × 45'            | ZDF                                 |
| 2016 | Hedda                                                                          | Theaterverfilmung   | 1 × 90'            | 3sat, Arte                          |
| 2015 | Mein Kampf. Das gefährliche Buch                                               | Dokumentation       | 1 × 52'            | Arte, ZDF                           |
| 2015 | Sinatra. Die Stimme Amerikas                                                   | Dokumentation       | 1 × 90'            | Arte                                |
| 2015 | Arthur Miller – Ein ehrgeiziges Herz                                           | Dokumentation       | 1 × 60             | 3sat                                |
| 2015 | Slapstick! Die Kunst des Scheiterns                                            | Dokumentation       | 1 × 52             | Arte                                |
| 2015 | Kölns Grand Hotel – Das Excelsior Hotel Ernst                                  | Dokumentation       | 1 × 52'            | WDR                                 |
| 2014 | Nowitzki. Der perfekte Wurf                                                    | Dokumentation       | 1 × 90'            | Magnolia Pictures                   |
| 2014 | Breath of Freedom                                                              | Dokumentation       | 1 × 90'            | MDR, arte, Smithonian Channel       |
| 2014 | Zug in die Freiheit                                                            | Dokumentation       | 1 × 90'            | MDR, arte                           |
| 2014 | Der seltsame Herr Gurlitt                                                      | Dokumentation       | 1 × 45'            | Arte, ZDFinfo                       |
| 2014 | Die Aldi Story – Karl and Theo Albrecht                                        | Dokumentation       | 1 × 45'            | ZDF                                 |
| 2013 | 1913 – Der Tanz auf dem Vulkan                                                 | Dokumentation       | 1 × 90'            | Arte                                |
| 2013 | Adelsdynastien in NRW: Lippe und sein Fürstenhaus                              | Dokumentation       | 1 × 45'            | WDR                                 |
| 2012 | Stille Nacht in Stalingrad                                                     | Dokumentation       | 1 × 45'            | ZDF                                 |
| 2012 | Traumfabrik Königshaus: Schweden – Zu Gast im Palast                           | Dokumentation       | 1 × 45'            | ZDF                                 |
| 2012 | Gerhart Hauptmann: Rebell und Repräsentant                                     | Dokumentation       | 1 × 45'            | 3sat                                |
| 2012 | Adelsdynastien in NRW: Die Fürsten zu Sayn-Wittgenstein-Berleburg              | Dokumentation       | 1 × 45'            | WDR                                 |
| 2012 | Adelsdynastien in NRW: Die Grafen Beissel von Gymnich                          | Dokumentation       | 1 × 45'            | WDR                                 |
| 2012 | Drei Leben: Axel Springer: Verleger - Feindbild - Privatmann                   | Dokumentation       | 1 × 90'            | arte/ZDF                            |
| 2012 | Deutsche Dynastien: Die Opels                                                  | Dokumentation       | 1 × 45'            | ARD                                 |
| 2012 | Deutsche Dynastien: Die Hohenzollern                                           | Dokumentation       | 1 × 45'            | ARD                                 |
| 2012 | München 72 – Die Dokumentation                                                 | Dokumentation       | 1 × 45'            | ZDF                                 |
| 2012 | Das Drama von Dresden                                                          | Dokumentation       | 1 × 45'            | ZDF                                 |
| 2011 | Klitschko                                                                      | Dokumentation       | 1 × 90'            | Kino                                |
| 2011 | Ein Leben daneben                                                              | Doku-Reihe          | 6 × 30'            | ZDFkultur                           |
| 2011 | Die Geheimnisse des John F. Kennedy                                            | Dokumentation       | 1 × 45'            | ZDF                                 |
| 2011 | Too Young To Die: John Belushi: Ein Leben über dem Limit                       | Doku-Reihe          | 1 × 52'            | Arte                                |
| 2011 | Too Young To Die: Kurt Cobain: Eine Überdosis Ruhm                             | Doku-Reihe          | 1 × 52'            | Arte                                |
| 2011 | Too Young To Die: Heath Ledger: Liebling der Götter                            | Doku-Reihe          | 1 × 52'            | Arte                                |
| 2011 | Too Young To Die: Sharon Tate: Das Ende der Unschuld                           | Doku-Reihe          | 1 × 52'            | Arte                                |
| 2011 | Königliche Affären! Carl Gustaf und die Schweden                               | Dokumentation       | 1 × 45'            | ZDF                                 |
| 2010 | Der Kniefall des Kanzlers – Die zwei Leben des Willy Brandt                    | Dokudrama           | 1 × 90'            | WDR                                 |
| 2010 | Die Grimaldis: Adel verpflichtet                                               | Dokumentation       | 1 × 45'            | ARD                                 |
| 2010 | Deutsche Dynastien: Die Thyssens                                               | Dokumentation       | 1 × 45'            | ARD                                 |
| 2010 | Deutsche Dynastien: Die Oetkers                                                | Dokumentation       | 1 × 45'            | ARD                                 |
| 2010 | Dynastien in NRW: Die Gerlings – Das Geschäft mit Sicherheit                   | Dokumentation       | 1 × 45'            | WDR                                 |
| 2010 | Königliche Hochzeit!:Ein Prinz für Victoria                                    | Dokumentation       | 1 × 45'            | ZDF                                 |
| 2010 | Durch den Kaukasus – Der gefährliche Treck                                     | Dokumentation       | 1 × 45'            | NDR                                 |
| 2010 | Das Weltreich der Deutschen                                                    | Dokumentation       | 3 × 45'            | ZDF                                 |
| 2009 | Dynastien in NRW: Die Fürsten zu Bentheim-Tecklenburg                          | Dokumentation       | 1 × 45'            | WDR                                 |
| 2009 | Das Wunder von Leipzig – Wir sind das Volk                                     | Dokudrama           | 1 × 90'            | MDR, arte, TVP, Magyar TV, NRK, YLE |
| 2009 | Die Königskinder: Victoria und Daniel – Der Prinz aus Ockelbo                  | Dokumentation       | 1 × 45'            | ZDF                                 |
| 2009 | Bella Italia – Eine Zeitreise über den Brenner                                 | Dokumentation       | 1 × 45'            | WDR                                 |
| 2009 | Die grüne Insel – Eine Zeitreise nach Irland                                   | Dokumentation       | 1 × 45'            | WDR                                 |
| 2009 | Deutsche Dynastien: Die Krupps                                                 | Dokumentation       | 1 × 45'            | ZDF                                 |
| 2009 | Dynastien in NRW: Die Grafen von Oeynhausen-Sierstorpff                        | Dokumentation       | 1 × 45'            | WDR                                 |
| 2008 | Dynastien in NRW: 4711 – Eau de Cologne                                        | Dokumentation       | 1 × 45'            | WDR                                 |
| 2008 | So viel lebst du!                                                              | Dokumentation       | 1 × 75'            | ARD                                 |
| 2008 | Majestät! Das göttliche Paar: Bhumibol und Sirikit von Thailand                | Dokumentation       | 1 × 45'            | ZDF                                 |
| 2008 | Franz Josef Strauß – Eine Deutsche Geschichte                                  | Dokumentation       | 2 × 45'            | ZDF                                 |
| 2008 | Dynastien in NRW: Deichmann – Auf leisen Sohlen zum Erfolg                     | Dokumentation       | 1 × 45'            | WDR                                 |
| 2007 | Dynastien in NRW: Die Oetkers                                                  | Dokumentation       | 1 × 45'            | WDR                                 |
| 2007 | Legenden: Heinz Rühmann                                                        | Dokumentation       | 1 × 45'            | WDR                                 |
| 2007 | Die Königskinder: Ein Mittsommermärchen – Victoria von Schweden und ihr Daniel | Dokumentation       | 1 × 45'            | ZDF                                 |
| 2006 | Majestät!: Die Deutsche und der König – Silvia und Carl Gustaf von Schweden    | Dokumentation       | 1 × 45'            | ZDF                                 |
| 2006 | Bella Italia – Eine Liebe fürs Leben                                           | Dokumentation       | 2 × 45'            | WDR                                 |
| 2006 | Dynastien in NRW: Haniel – Schweigen und Geld verdienen                        | Dokumentation       | 1 × 45'            | ZDF                                 |
| 2006 | Der Olympia-Mord: München '72: Die wahre Geschichte                            | Dokumentation       | 1 × 90'            | ZDF                                 |
| 2006 | Deutschland – Weltmeister der Herzen                                           | Dokumentation       | 1 × 45'            | ZDF                                 |
| 2006 | Das verflixte dritte Tor: Wembley '66 – Die wahre Geschichte                   | Dokumentation       | 1 × 45'            | ZDF                                 |
| 2006 | Wir Weltmeister – Ein Fußballmärchen                                           | Dokudrama           | 1 × 90'            | ZDF                                 |
| 2006 | Stalingrad – Die Wende an der Wolga                                            | Dokumentation       | 1 × 90'            | ZDF                                 |
| 2005 | Das Drama von Dresden                                                          | Dokumentation       | 1 × 90'            | ZDF                                 |
| 2004 | Hitlers Manager: Gustav und Alfried Krupp – Die Waffenschmiede                 | Dokumentation       | 1 × 52'            | History Channel                     |
| 2004 | Revolution ON AIR                                                              | Dokumentation       | 1 × 60'            | NHK                                 |
| 2004 | Das Wunder von Bern – Die wahre Geschichte                                     | Dokumentation       | 1 × 90'            | arte/ORF                            |
| 2004 | Das Wunder von Bern – Das Spiel                                                | Dokumentation       | 1 × 40'            | ZDF                                 |
| 2004 | Die Befreiung: Der längste Tag                                                 | Dokumentation       | 1 × 52'            | History Channel                     |
| 2003 | Die Gefangenen: Die Heimkehr der Zehntausend                                   | Dokumentation       | 1 × 45'            | ZDF                                 |
| 2003 | Stalingrad - Eine Trilogie                                                     | Dokumentation       | 1 × 52'            | TVS/Teleac/NOT/YLE                  |
| 2002 | Foyer                                                                          | Magazin             | 48 × 30'           | ZDFtheaterkanal                     |
| 2001 | Der Jahrhundertkrieg: Tödliche Falle                                           | Dokumentation       | 1 × 52'            | History Channel                     |

## Sendereihen
- Wie wollen wir lieben
- Adelsdynastien in NRW
- Deutsche Dynastien
- Königshäuser
- Theaterlandschaften
- Die Theatermacher
- Dynastien in NRW
- Too young To Die

## Auszeichnungen und Nominierungen
- 2022: Grimme-Preis für „Schwarze Adler“ (Wettbewerb Information & Kultur)
- 2022: DRK-Medienpreis für „Schwarze Adler“ (Fernsehen)
- 2022: Laureus Award für „Schwarze Adler“ (Laureus Athlete Advocate of the Year Award)
- 2021: Deutscher Fernsehpreis für „Schwarze Adler“ (Beste Doku)
- 2021: Deutscher Fernsehpreis Nominierung für „„Hallo, Diktator“ – Orbán, die EU und die Rechtsstaatlichkeit“ (Beste Doku)
- 2021: Deutscher Fernsehpreis Nominierung für „Schwarze Adler“ (Bester Schnitt)
- 2020: Deutscher Fernsehpreis für „Resistance Fighters“ (Bester Schnitt Info/Doku)
- 2020: Deutscher Fernsehpreis Nominierung für „Resistance Fighters“ (Beste Dokumentation/Reportage)
- 2020: Award of Excellence Special Mention: Documentary Feature bei den Impact DOCS Awards für „Resistance Fighters“[1]
- 2019: Impact Award beim Vancouver International Film Festival für „Resistance Fighters“[2]
- 2019: Grand Prix AST – Ville de Paris beim Pariscience Film Festival für „Resistance Fighters“
- 2019: Deutscher Fernsehpreis: Nominierung für „Die Steinkohle“ (Bester Doku-Mehrteiler)
- 2018: Deutscher Fernsehpreis: Nominierung für „3 Tage im September“ (Beste Dokumentation)
- 2017: Auszeichnung der Deutschen Akademie für Fernsehen: Myrna Drews für „Hedda“ (Szenenbild)
- 2017: Deutscher Wirtschaftsfilmpreis für „Deutschlands große Clans - Die C&A-Story“
- 2015: RIAS TV Award für „Breath of Freedom“
- 2015: Deutscher Filmpreis: Nominierungen für „Nowitzki. Der perfekte Wurf“
- 2015: Magnolia Award (Shanghai) Nominierung für „Nowitzki. Der perfekte Wurf“
- 2014: Magnolia Award (Shanghai), Prix Europa und Rockie Award (BANFF) Nominierungen für „Breath of Freedom“
- 2013: Bayerischer Fernsehpreis für „Drei Leben: Axel Springer. Verleger – Feindbild – Privatmann“
- 2013: Sports Emmy Award Nominierung für „Klitschko“
- 2012: Regisseur Sebastian Dehnhardt mit dem Bayerischen Sportpreis für „Klitschko“ ausgezeichnet
- 2012: Klitschko als „Beste Dokumentation Kino“ und Produzent Leopold Hoesch als „Bester Produzent“ beim österreichischen Film- und Fernsehpreis „Romy“ ausgezeichnet
- 2011: Magnolia Award (Shanghai) für die 90-minütige Dokumentation „Der Kniefall des Kanzlers - Die zwei Leben des Willy Brandt“
- 2010: Rockie Award bei den 2010 Banff World Television Awards für „Das Wunder von Leipzig - Wir sind das Volk“
- 2010: Gold Remi Award des WorldFest 2010 Houston für „Das Wunder von Leipzig - Wir sind das Volk“
- 2009: Great Prize bei den DocumFest 2009 Awards (Timisoara, Rumänien) für „Das Wunder von Leipzig - Wir sind das Volk“
- 2006: World Television Award (Banff) Nominierung für „Das Drama von Dresden“
- 2006: Magnolia Award (Shanghai) für „Das Drama von Dresden“
- 2005: World Television Award (Banff) Nominierung für „Das Wunder von Bern – Die wahre Geschichte“
- 2005: International Emmy Award (New York) für „Das Drama von Dresden“
- 2004: Magnolia Award (Shanghai) Nominierung für „Stalingrad“
- 2004: Deutscher Fernsehpreis für „Das Wunder von Bern: Die wahre Geschichte“
- 2003: International Emmy Award Nominierung für „Stalingrad“